# Night Driver
Night Driver es el tercer disco de la banda inglesa de pop-rock Busted. Fue lanzado mediante la discográfica East West Records el 25 de noviembre de 2016, y es el primer material discográfico de la banda en 13 años, después del disco A Present For Everyone de 2003.

## Grabación
James Bourne, Charlie Simpson y Matt Willis viajaron secretamente a Los Ángeles en la etapa del tour "Pigs Can Fly" para encontrarse con el productor John Fields y así trabajar en nuevo material. Desde un principio se mostró que no había intenciones de continuar el sonido anterior de la banda, por lo que se dirigieron al estudio con muy poca idea de lo que iban a hacer.

## Promoción
El 9 de septiembre de 2016 la banda anunció que el título del álbum sería Night Driver, y que sería lanzado el 11 de noviembre de ese mismo año. El 18 de septiembre se reveló el lanzamiento del primer single, titulado "On What You're On", que fue lanzado el 30 de ese mismo mes, junto con el videoclip oficial en su cuenta.
El 18 de octubre, la banda anunció que "Easy" sería lanzado como un track disponible para los que habían preordenado el disco en iTunes el día 21 a la medianoche, así como también se hizo con "One Of A Kind" el 11 de noviembre.
La banda se presentó en el programa benéfico "Children In Need" el día 18 de noviembre en el que presentaron la canción "Thinking Of You" acompañada de una parte de "Year 3000", un viejo éxito de ellos.

## Lista de canciones
| N.º | Título                    | Compositor                                              | Duración |
| --- | ------------------------- | ------------------------------------------------------- | -------- |
| 1.  | "Coming Home"             | Bourne - Willis - Simpson                               | 3:13     |
| 2.  | "Night Driver"            | Bourne - Willis - Simpson - Fields - Christy            | 3:52     |
| 3.  | "On What You're On"       | Bourne - Willis - Simpson - Fields                      | 3:09     |
| 4.  | "New York"                | Bourne - Willis - Simpson - Fields                      | 4:26     |
| 5.  | "Thinking Of You"         | Bourne - Willis - Simpson - Fields - Bazilian - Drury   | 3:15     |
| 6.  | "Without It"              | Bourne - Willis - Simpson - Fields - Bazilian - Christy | 4:42     |
| 7.  | "One Of A Kind"           | Bourne - Fields - Scott Orr                             | 3:50     |
| 8.  | "I Will Break Your Heart" | Bourne - Willis - Simpson - Fields                      | 3:52     |
| 9.  | "Kids With Computers"     | Bourne - Willis - Simpson - Fields                      | 3:16     |
| 10. | "Easy"                    | Bourne - Bazilian                                       | 3:31     |
| 11. | "Out Of Our Minds"        | Bourne - Willis - Simpson - Fields                      | 3:21     |
| 12. | "Those Days Are Gone"     | Bourne - Willis - Simpson - Fields                      | 3:20     |

## Posicionamiento en las Listas
| Listas (2016)            | Posición más alta |
| ------------------------ | ----------------- |
| Irish Albums (IRMA)      | 39                |
| Japanese Albums (Oricon) | 141               |
| Scottish Albums (OCC)    | 15                |
| UK Albums (OCC)          | 13                |
| UK Digital Albums (OCC)  | 5                 |